# Croton sexmetralis
Croton sexmetralis är en törelväxtart som beskrevs av Léon Camille Marius Croizat. Croton sexmetralis ingår i släktet Croton och familjen törelväxter. Inga underarter finns listade i Catalogue of Life.